# Підводні човни проєкту 670 «Скат»
| Підводні човни проєкту 670 «Скат» | Підводні човни проєкту 670 «Скат»                                         | Підводні човни проєкту 670 «Скат»                                         |
| --------------------------------- | ------------------------------------------------------------------------- | ------------------------------------------------------------------------- |
|                                   |                                                                           |                                                                           |
|                                   |                                                                           |                                                                           |
|                                   |                                                                           |                                                                           |
| Під прапором                      | СРСР                                                                      | СРСР                                                                      |
| Спуск на воду                     | 1966- рр (11 човнів)                                                      | 1966- рр (11 човнів)                                                      |
| Виведений зі складу флоту         | 1992- рр                                                                  | 1992- рр                                                                  |
| Проєкт                            |                                                                           |                                                                           |
| Тип ПЧ                            | Підводний човен атомний (багатоцільовий з ракетами крилатими)             | Підводний човен атомний (багатоцільовий з ракетами крилатими)             |
| Розробник проєкту                 | ЦКБ-112 «Червоне Сормово»                                                 | ЦКБ-112 «Червоне Сормово»                                                 |
| Головний конструктор              | Воробйов В. П.                                                            | Воробйов В. П.                                                            |
| Класифікація НАТО                 | Charlie-1                                                                 | Charlie-1                                                                 |
| Основні характеристики            |                                                                           |                                                                           |
| Швидкість (надводна)              | 12-13 вузлів (23-25 км/год)                                               | 12-13 вузлів (23-25 км/год)                                               |
| Швидкість (підводна)              | 25 вузлів (48 км/год)                                                     | 25 вузлів (48 км/год)                                                     |
| Робоча глибина занурення          | 250 м                                                                     | 250 м                                                                     |
| Гранична глибина занурення        | 300 м                                                                     | 300 м                                                                     |
| Автономність плавання             | 60 діб                                                                    | 60 діб                                                                    |
| Екіпаж                            | 100 осіб                                                                  | 100 осіб                                                                  |
| Розміри                           |                                                                           |                                                                           |
| Довжина найбільша (по КВЛ)        | 95.6 м                                                                    | 95.6 м                                                                    |
| Ширина корпусу найб.              | 9,9 м                                                                     | 9,9 м                                                                     |
| Середня осадка (по КВЛ)           | 7,5 м                                                                     | 7,5 м                                                                     |
| Водотоннажність надводна          | 3580 т                                                                    | 3580 т                                                                    |
| Озброєння                         |                                                                           |                                                                           |
| Торпедно- мінне озброєння         | Носові: 6 ТА калібру 533-мм (12 торпед) і 2 ТА калібру 406-мм (4 торпеди) | Носові: 6 ТА калібру 533-мм (12 торпед) і 2 ТА калібру 406-мм (4 торпеди) |
| Ракетне озброєння                 | 8 ракет крилатих ПКР П-70 «Аметист»                                       | 8 ракет крилатих ПКР П-70 «Аметист»                                       |

Підводні човни проєкту 670 «Скат» — серія радянських  атомних підводних човнів (ПЧАРК) здатних нести крилаті ракети ПКР П-70 «Аметист» класу «корабель-земля». Побудовано і передано флоту 11 човнів цього проєкту.

## Історія
З побудовою другого човна цього проєкту К-320 пов'язана радіаційна аварія у місті з мільйонним населенням і з радіоактивним викидом у Волгу.

## Представники
| Назва        | Заводський номер | Закладений        | Спущений на воду | Прийнятий флотом               | Виведений з флоту                                                        |
| ------------ | ---------------- | ----------------- | ---------------- | ------------------------------ | ------------------------------------------------------------------------ |
| К-43         | 701              | 9 травня 1964     | 2 серпня 1966    | 6 листопада 1967, 5 січня 1988 | 27 грудня 1984, 3 липня 1992                                             |
| К-87 (К-212) | 702              | 6 лютого 1965     | 20 березня 1968  | 28 грудня 1968                 | 19 квітня 1990                                                           |
| К-25         | 703              | 2 грудня 1965     | 31 липня 1968    | 30 грудня 1968                 | 24 червня 1991                                                           |
| К-143, К-121 | 704              | 25 листопада 1966 | 29 квітня 1969   | 31 жовтня 1969                 | 30 червня 1992                                                           |
| К-313        | 705              | 14 липня 1966     | 16 липня 1969    | 16 грудня 1969                 | 30 червня 1992                                                           |
| К-308        | 711              | 29 грудня 1967    | 19 лютого 1970   | 20 вересня 1970                | 30 липня 1992                                                            |
| К-302        | 713              | 17 січня 1969     | 11 липня 1970    | 1 грудня 1970                  | 30 червня 1993                                                           |
| К-320        | 712              | 30 квітня 1968    | 27 березня 1971  | 15 вересня 1971                | 19 квітня 1990                                                           |
| К-325        | 714              | 6 вересня 1969    | 4 червня 1971    | 5 листопада 1971               | 24 червня 1991                                                           |
| К-429        | 715              | 26 січня 1971     | 22 квітня 1972   | 15 вересня 1972                | 5 березня 1987 перетворений на навчальну станцію; 2002 році утилізований |
| К-201        | 721              | 16 листопада 1971 | 7 вересня 1972   | 26 грудня 1972                 | жовтень 1994                                                             |